# Ивановский сельсовет (Тюльганский район)
Ивановский сельсовет — сельское поселение в Тюльганском районе Оренбургской области Российской Федерации.
Административный центр — село Ивановка.

## История
Статус и границы сельского поселения установлены Законом Оренбургской области от 2 сентября 2004 года № 1424/211-III-ОЗ «О наделении муниципальных образований Оренбургской области статусом муниципального района, городского округа, городского поселения, установлении и изменении границ муниципальных образований».

## Население
| 2010 | 2012 | 2013 | 2014 | 2015 | 2016 | 2017 |
| ---- | ---- | ---- | ---- | ---- | ---- | ---- |
| 626  | ↘617 | ↘610 | ↘602 | ↘586 | ↘565 | ↘548 |
| 2018 | 2019 | 2020 | 2021 |      |      |      |
| ↘527 | ↘517 | ↘495 | ↘476 |      |      |      |

## Состав сельского поселения
| № | Населённый пункт | Тип населённого пункта       | Население |
| - | ---------------- | ---------------------------- | --------- |
| 1 | Ивановка         | село, административный центр | 419       |
| 2 | Рудное           | село                         | 207       |